# Église Saints-Pierre-et-Paul de Warneton
Pour les articles homonymes, voir Église Saints-Pierre-et-Paul.
L'église Saints-Pierre-et-Paul de Warneton, aussi appelée cathédrale de la Lys est un édifice religieux catholique situé à Warneton, en Belgique. Elle a probablement été édifiée au VIIe siècle, mais son existence est attestée au XIe siècle quand un chapitre de 10 chanoines séculiers dessert l'église collégiale. Détruite durant la première guerre mondiale, elle est reconstruite en 1925 dans un style néo-roman et byzantin moderne.
En mai 2021, l'église, la place de l'Abbaye, le site archéologique de l'ancienne abbaye ainsi que la motte castrale ont été officiellement classés comme Monument au Patrimoine Wallon.

## Histoire
L'église aurait probablement été fondée au VIIe siècle lorsque l'évêché de Thérouanne est créé. Les seigneurs de Béthune fondèrent une abbaye de chanoines séculiers dans l'église[réf. obsolète]. Elle sera dévastée par les incursions viking au IXe siècle[Information douteuse]. En 1138, des chanoines réguliers fondent une nouvelle abbaye pour y suivre la règle de saint Augustin. Sa tour, en pierre blanche, sera édifiée en 1335 mais elle sera détruite après l'incendie de 1664. Au cours des siècles, l'église abbatiale subira divers dommages et destructions, mais sera toujours reconstruite. Les révolutionnaires français détruisent l'abbaye, mais préserveront l'église. Les célébrations reprennent dans l'église abbatiale et paroissiale en 1802. L'édifice dont la tour romane est classée sera détruit en 1915 durant la Première Guerre mondiale. C'est après sa reconstruction, entre 1925 et 1927, qu'elle obtiendra son surnom de cathédrale de la Lys pour sa dimension importante[réf. nécessaire].
Son positionnement est également gorgé d'histoire. On peut voir, depuis les bords de l'église, l'emplacement de l'ancienne motte castrale qui défendait le territoire de Warneton.

### Une histoire de cloches

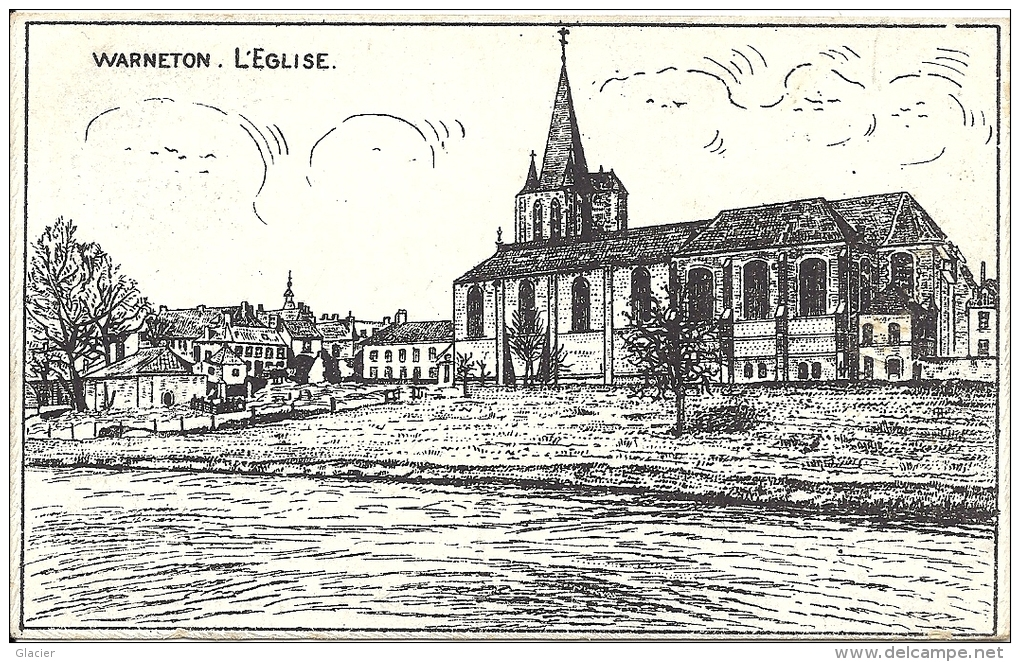
L'église de Warneton en 1914.

En 1347, une grosse cloche et deux petites sont fondues par l'abbé Thibaut. Deux nouvelles, très grosses, s'y rajoutent quatre ans plus tard. Un carillon de 42 cloches s'y rajoutera en 1386. Sous l'occupation française en 1626, les deux cloches les plus imposantes et le carillon seront transportés à Armentières par le maréchal de Gastion. Après l'incendie de 1664, la tour sera reconstruite et de nouvelles cloches sont fondues. Afin de les protéger, on démolira 16 marches de l'escalier pour empêcher les Jacobins français d'accéder au sommet et d'enlever les cloches. Sans succès, les cloches furent conduites à Lille. Seules deux petites cloches, cachées par le jardinier de l'abbaye, furent préservées. De nouvelles cloches furent fondues en 1802, puis dérobées durant la Première Guerre mondiale. Les cloches actuelles datent de la reconstruction de 1925.

### Des tombeaux polychromés datant duXIVesiècle

Tombeau de l'abbé Anselme Van de Walle.

Après la destruction de l'église en 1915, lors de la Première Guerre mondiale, les travaux de reconstructions mirent au jour trois tombeaux de grande importance archéologique. La particularité de ces tombeaux sont leurs parures polychromes. Le premier n'est pas encore clairement identifié et pourrait être celui d'un abbé de Warneton ayant vécu au XIVe siècle. Le second tombeau était celui de Robert de Cassel, seigneur de Warneton décédé en 1331 et fils puîné du comte de Flandre Robert III de Béthune. Le troisième caveau retrouvé ne comportait aucune polychromie mais était encore recouvert d'une lame en pierre bleue de Tournai, représentant un abbé[réf. à confirmer].

## Particularités
- Son mobilier Art nouveau. Les autels, bancs de communion, lutrin, chaire de vérité et confessionnaux sont recouverts de céramique flammée aux reflets cuivrés, argentés et dorés.
- Sa crypte abrite deux tombeaux polychromes du XIVe siècle classés monument historique. L'un d'eux est celui de Robert de Cassel, seigneur de Warneton de 1320 à 1332 et fils du comte de Flandre Robert de Béthune.
- Ses stalles baroques, réalisées en 1714 par le sculpteur L. Gombette qui ont été préservées des bombardements britanniques de la première guerre mondiale par l'organisation d'un transport vers le Béguinage de Courtrai.
- Ses fonts baptismaux en marbre de Rance préservés de la destruction durant la Première Guerre mondiale.
- Ses vitraux qui relatent notamment les aspects de la vie de Jean de Warneton, évêque de Thérouanne de 1099 à 1130[6].

## Œuvres d'art

### L'ancienne Chaire de vérité
Réalisé en 1697 par Jean Vernieuwen, l'ouvrage a survécu à la destruction de l'église lors de la Première Guerre mondiale car il a été évacué par les Allemands durant l'occupation en 1915. Elle est actuellement conservée au Grand Séminaire de Bruges. Dans les années 1930-1933, la chaire est placée dans la chapelle du grand séminaire de Bruges et permet aux séminaristes de s'exercer à y prononcer leur première homélie. En 2016, la Société d'histoire de Comines-Warneton demande que la chaire soit restituée.

### Les fonts baptismaux
Réalisés en 1697 et amenés par bateau depuis Tournai, l'ouvrage a survécu à la destruction de l'église durant la Première Guerre mondiale et se trouve dans l'église paroissiale actuelle de Warneton. Ils ont été réalisés en marbre de Rance.

## Sources et références
1. ↑  SPW, « L'Eglise des Saints-Pierre-et-Paul de Warneton classée - Valérie DE BUE », sur Valérie DE BUE- Ministre (consulté le 29 décembre 2022)
2. ↑  Jean Baptiste Courouble, Histoire de Warneton: suivie de la vie du B. Jean, Van den Berghe-Denaux, 1875 (lire en ligne)
3. ↑  Jean Baptiste Courouble, Histoire de Warnêton: suivie de la vie du B. Jean, Van den Berghe-Denaux, 1875 (lire en ligne)
4. ↑  Jean-Marie, Duvosquel,  Les tombeaux polychromes de Warneton, dans Hainaut-Tourisme, n° 148, sept. 1971, p. 161-164. Une richesse archéologique méconnue : Les tombeaux polychromes de Warneton, dans Les cahiers de la Toison d'Or, n° 26, septembre 1974, p. 22-23.
5. ↑  Jean Marie Duvosquel, Les tombeaux polychromés de Warneton (XIVe siècle), Revue Hainaut Tourisme, septembre 1971 (file:///C:/Users/larub/Downloads/VAR-60156-1001_07-02-2017_15-36-39_c_abbyy%20(1).pdf)
6. ↑  Web-archive : Office du Tourisme de Comines-Warneton, « Église Saints-Pierre-et-Paul à Warneton »
7. ↑  Francis De Simpel, « La chaire de vérité et les fonts baptismaux de Warneton, chefs-d'oeuvre de la fin du XVIIe siècle », Mémoires de la Société d'histoire de Comines-Warneton, T17,‎ 1987
8. ↑  « La chaire de vérité exilée au séminaire de Bruges », sur www.notele.be (consulté le 6 janvier 2023)
9. ↑  Tournai, Archives de l'Etat, Fonds Châtellenie de Warneton, N°8489